# Stamnodes vernon
Stamnodes vernon là một loài bướm đêm trong họ Geometridae.